# Lobo (Batangas)
Lobo ist eine philippinische Stadtgemeinde in der Provinz Batangas. Die Gemeinde liegt an der stark befahrenen Schifffahrtsroute der Isla-Verde-Straße, diese gilt als ein Hot Spot der Biodiversität der Unterwasserwelt auf den Philippinen und weltweit.

## Herkunft des Namens
Für die Herkunft des Namens gibt es unterschiedliche Erklärungen. Die erste geht davon aus, dass der Name auf das spanische Wort lobo für Wolf zurückgeht. Die zweite geht davon aus, dass der Name vom Fluss Lobo abgeleitet ist, der das Gebiet der Stadtgemeinde durchfließt. Die dritte Erklärung führt den Namen auf die Bezeichnung Lolobos für eine frühere Gruppe von Einwohnern dieses Gebiets zurück.

## Baranggays
Lobo ist politisch unterteilt in 26 Baranggays.
| - Apar - Balatbat - Balibago - Banalo - Biga - Bignay - Calo - Calumpit - Fabrica - Jaybanga - Lagadlarin - Mabilog Na Bundok - Malabrigo | - Malalim Na Sanog - Malapad Na Parang - Masaguitsit - Nagtalongtong - Nagtoctoc - Olo-olo - Pinaghawanan - San Miguel - San Nicolas - Sawang - Soloc - Tayuman - Poblacion |